# Procambarus franzi
Procambarus franzi är en sötvattenlevande kräfta som lever endemiskt i USA.